# لد زبلين
لد زبلين (بالإنجليزية: Led Zeppelin) فرقة روك إنجليزية تشكلت في عام 1968 وتعتبر واحدة من أكثر فرق الروك نجاحاً وابتكاراً وتأثيراً في التاريخ، تكونت الفرقة من جيمي بيج (غيتار)، روبرت بلانت (مغني)، جون بول جونز (عازف جهير (بيس) ولوحة المفاتيح) وجون بونهام (قارع طبول).
نظراً لأسلوبهم القوي في عزف الغيتار يعتبرهم الكثيرون من المؤسسين لموسيقى هيفي ميتال وهارد روك مع بلاك سابث. كتبَ أكثر كلمات أغاني الفرقة بلانت الذي كان متأثرا بالأساطير والملاحم الجرمانية والكلتية. أشهر أغاني الفرقة هي أغنية سلم إلى السماء التي تعد واحدة من أكثر الأغاني شعبية وتأثيراً في موسيقى الروك، حيث وضعت في المرتبة 31 في قائمة أعظم خمسمائة أغنية على مر التاريخ، والصادرة عن مجلة رولينغ ستون عام 2003.
باعت الفرقة أكثر من 300 مليون ألبوم كان منها 100 مليون في الولايات المتحدة الأمريكية، مما وضعهم في المرتبة الثانية كأكثر الفرق مبيعاً في الولايات المتحدة بعد البيتلز. في عام 1995 تم ادخال الفرقة إلى (قاعة مشاهير الروك أند رول).
توقفت الفرقة عن الغناء في عام 1980 بعد وفاة قارع الطبول بونهام المفاجئة، بسبب إفراطه بتناول الكحول أثناء الاستعدادات لجولة غنائية. ويعتبر بونهام واحد من أفضل قارعي الطبول في العالم وأثر بأسلوبه على كثيرين ممن جاؤوا بعده.

## الألبومات
| السنة | الألبوم                 |    |   | الشهادات     |
| ----- | ----------------------- | -- | - | ------------ |
| 1969  | Led Zeppelin            | 10 | 6 | 8x Platinum  |
| 1969  | Led Zeppelin II         | 1  | 1 | 12x Platinum |
| 1970  | لد زبلين III            | 1  | 1 | 6x Platinum  |
| 1971  | Led Zeppelin IV         | 2  | 1 | 23x Platinum |
| 1973  | Houses of the Holy      | 1  | 1 | 11x Platinum |
| 1975  | Physical Graffiti       | 1  | 1 | 16x Platinum |
| 1976  | Presence                | 1  | 1 | 3x Platinum  |
| 1979  | In Through the Out Door | 1  | 1 | 6x Platinum  |
| 1982  | Coda                    | 6  | 4 | 1x Platinum  |

## وصلات خارجية
- لد زبلين على موقع IMDb (الإنجليزية)
- لد زبلين على موقع ميتاكريتيك (الإنجليزية)
- لد زبلين على موقع الموسوعة البريطانية (الإنجليزية)
- لد زبلين على موقع ألو سيني (الفرنسية)
- لد زبلين على موقع ميوزك برينز (الإنجليزية)
- لد زبلين على موقع رولينغ ستون (الإنجليزية)
- لد زبلين على موقع أول موفي (الإنجليزية)
- لد زبلين على موقع أول ميوزيك (الإنجليزية)
- لد زبلين على موقع ديسكوغز (الإنجليزية)
- لد زبلين على موقع كينوبويسك (الروسية)